# Tipula (Lunatipula) subonusta
Tipula (Lunatipula) subonusta is een tweevleugelige uit de familie langpootmuggen (Tipulidae). De soort komt voor in het Palearctisch gebied.